# Salome z głową św. Jana Chrzciciela (obraz Lucasa Cranacha z 1530)
Salome z głową św. Jana Chrzciciela – obraz niemieckiego malarza Lucasa Cranacha starszego.

## Geneza tematu
Tematyka obrazu jest ilustracją do historii opisanej w Nowym Testamencie, w Ewangelii Mateusza (Mt. 14,1-12). Wątek związany z Salome i z głową Jana Chrzciciela trzymaną na tacy bardzo często, obok historii Judyty z obciętą głową Holofernesa, pojawiał się w sztuce i był tematem licznych obrazów w okresie pomiędzy średniowieczem a impresjonizmem. Cranachowi przypisuje się trzy zachowane obrazy o podobnej kompozycji: Salome z 1526 i Salome z 1515 roku.

## Opis obrazu
Obraz ten znany jest jako Salome Esterhazy – nazwa pochodzi od kolekcji Esterhazych, gdzie obraz znajdował się przed 1871 rokiem. Jest to druga wersja Salome znajdująca się w Muzeum Sztuk Pięknych w Budapeszcie. Kompozycyjnie nie odbiega od wersji poprzednich, jednak Cranach wprowadził tu nowy element: krajobraz w tle po lewej stronie obrazu. Strój kobiety jest równie bogaty, jak w poprzednich wersjach: ubrana jest w wystawną suknię w złotym kolorze ozdobioną bawetem i złotym altembasem wzdłuż krawędzi. Rękawy mają ozdobne rozcięcia i zakończone są poniżej łokci białą bufą. Na głowie ma ozdobny beret ze strusimi piórami. Na piersi, tak jak w poprzednich wersjach, widoczna jest złota biżuteria. Według Waldemara Łysiaka Salome Esterhazy to idealny przykład „saskiego manieryzmu”. Ostry rysunek, gotycka twardość form, aproporcjonalność, spiralne linie konturów i detali, wreszcie trochę pejzażu naddunajskiego i jednocząca całość chromatyka o pięknych momentami rozwiązaniach.